# AVICII Invector
AVICII Invector é um jogo eletrônico musical multiplayer lançado em 2019, desenvolvido pelo estúdio sueco Hello There Games em parceria com a Wired Productions. O jogo foi criado em memória do DJ sueco Avicii, que faleceu em abril de 2018. Lançado em 10 de dezembro de 2019, está disponível para PlayStation 4, Xbox One e Microsoft Windows.
Uma edição especial, intitulada "Encore Edition", foi lançada em 8 de setembro de 2020, trazendo 10 faixas adicionais. Essas novas músicas também estão disponíveis separadamente como DLC para quem já possui o jogo. A Encore Edition foi lançada para todas as plataformas existentes e para Nintendo Switch.
O jogo teve sua estreia originalmente no PlayStation 4 em 6 de dezembro de 2017, sob o nome Invector, contendo apenas 22 faixas. A versão de 2019 foi disponibilizada gratuitamente para os proprietários da versão original.
Posteriormente, o jogo foi relançado no Stadia em 1º de março de 2021. Uma versão para o Meta Quest 2 foi lançada em 27 de janeiro de 2022.

## Jogabilidade
Avicii Invector permite que os jogadores explorem seis mundos diferentes enquanto correm por trilhas musicais, sincronizando seus movimentos com o ritmo das músicas. O jogo apresenta 25 faixas do Avicii.
A versão Encore Edition expande a experiência, incluindo 35 músicas do DJ, adicionando 10 novas canções (como "Peace of Mind", "Freak" e o sucesso "SOS") e introduzindo um novo mundo para os jogadores explorarem.

## Trilha sonora
1. "Can't Catch Me" - Canção de Avicii do álbum Stories
2. "Pure Grinding" - Single de Avicii do ep Pure Grinding / For a Better Day
3. "What Would I Change It To" - Canção de Avicii do ep Avīci (01)
4. "The Nights (Avicii by Avicii) - Remix de Avicii do single The Nights
5. "Waiting For Love" - Single de Avicii do álbum Stories
6. "Gonna Love Ya" - Canção de Avicii do álbum Stories
7. "You be Love" - Canção de Avicii do ep Avīci (01)
8. "Friend of Mine" - Canção de Avicii do ep Avīci (01)
9. "Sunset Jesus" Canção de Avicii do álbum Stories
10. "Fade Into Darkness" - Single de Avicii
11. "Wake Me Up" - Single de Avicii do álbum True
12. "Lonely Together" - Single de Avicii do ep Avīci (01)
13. "Without You" - Single de Avicii do ep Avīci (01)
14. "Hey Brother" - Single de Avicii do álbum True
15. "Levels" - Single de Avicii
16. "I Could Be The One" - Single de Avicii com Nicky Romero
17. "You Make Me" - Single de Avicii do álbum True
18. "Lay Me Down" - Single de Avicii do álbum True
19. "For a Better Day" - Single de Avicii do álbum Pure Grinding / For a Better Day
20. "Broken Arrows" - M-22 Remix - Remix do duo alemão M-22
21. "True Believer" - Canção de Avicii do álbum Stories
22. "Talk To Myself" - Canção de Avicii do álbum Stories

#### Faixas adicionais da versão Encore Edition
1. "Bad Reputation" Canção de Avicii do álbum Tim
2. "Freak" - Canção de Avicii do álbum Tim
3. "Heart Upon My Sleeve" - Canção de Avicii do álbum Tim e True
4. "Peace Of Mind" - Canção de Avicii do álbum Tim
5. "SOS" - Single de Avicii do álbum Tim
6. "Trouble" - Canção de Avicii do álbum Stories
7. "Sunshine" - Canção de Avicii e David Guetta do álbum Nothing but the Beat
8. "Addicted To You" - Single de Avicii do álbum True
9. "My Feeling For You" - Single de Avicii
10. "Seek Bromance" - Single de Avicii

## Recepção

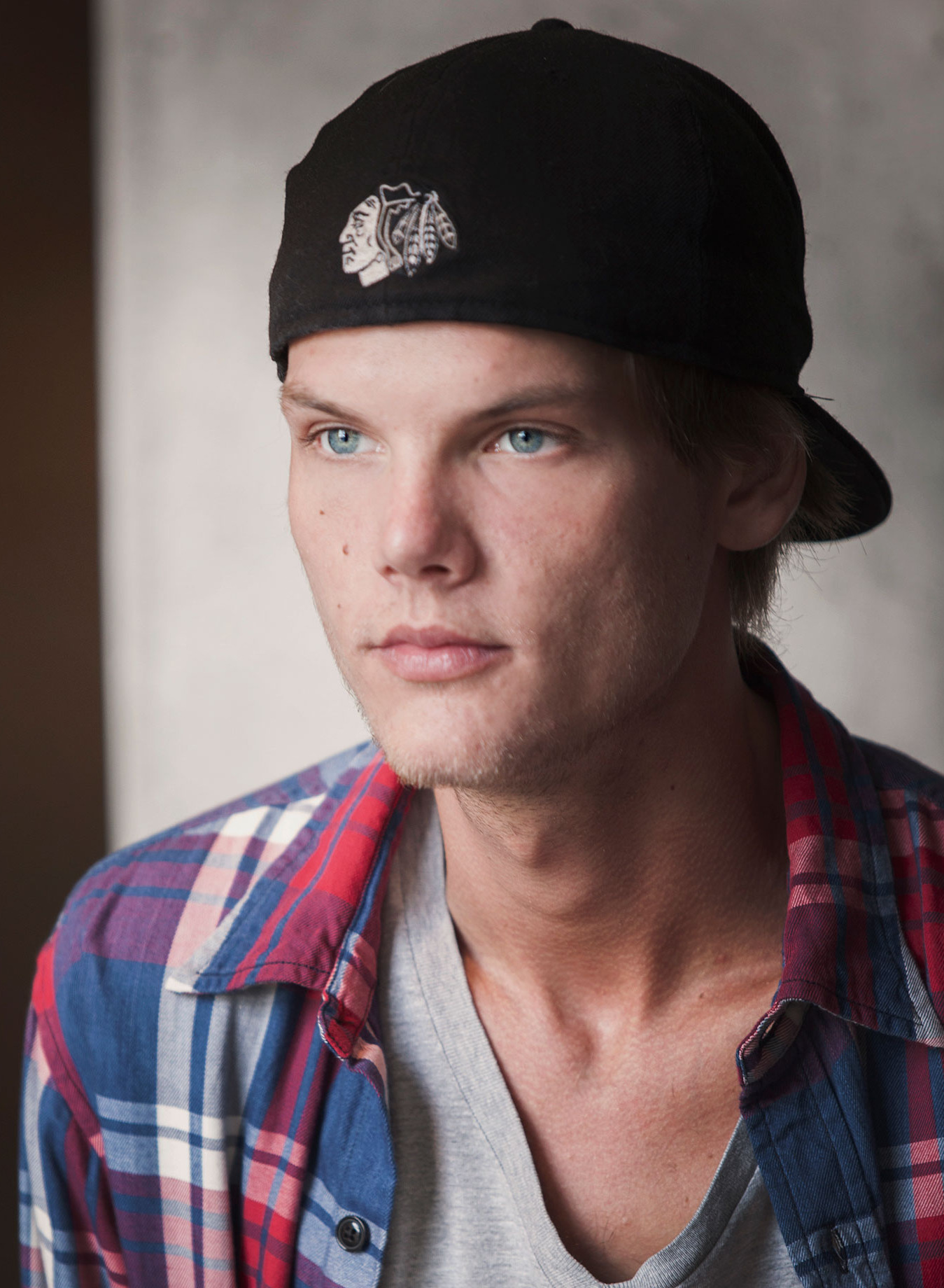
O videogame é dedicado a Avicii, que morreu em abril de 2018.

O Metacritic, que utiliza uma média ponderada, atribuiu ao jogo uma pontuação de 80 de 100, com base em 12 críticas, indicando "avaliações favoráveis".
Jenni Lada, do PlayStation LifeStyle, escreveu: "O que AVICII Invector realmente acerta é o senso de estilo. É um jogo futurista e minimalista que segue um piloto de espaçonave viajando através das músicas que você joga".
Jade King, do TrustedReviews, comentou: "É de partir o coração que Avicii não esteja aqui para ver um projeto pelo qual ele tinha tanta paixão se concretizar, mas ele ficaria orgulhoso do que foi alcançado. O jogo faz referência aos grandes clássicos dos jogos de ritmo enquanto traça seu próprio caminho, e ainda por uma boa causa".
Rebecca April May, do The Guardian, afirmou: "Com tanto foco na arte e no áudio, sempre existiu o risco de estilo sobre substância". Por outro lado, Sean Munro, do Flickering Myth, apontou várias falhas do jogo, como "Falta decepcionante de desafio", "A dificuldade Hard é desnecessariamente bloqueada" e "Sem modo multiplayer online".